# 咬人狗
咬人狗，又名光背咬人狗，同物異名恆春咬人狗，為荨麻科咬人狗屬的常綠喬木，原生於臺灣（含綠島）與菲律賓的低海拔次生林或林緣，植株上之焮毛，一旦触到，会有很难忍受之疼痛感与灼热感。

## 形態特徵
为多年生常绿木本植物，樹皮粗糙，高可達7m或以上，樹幹通直，灰白色；樹冠截斷狀；小枝粗壯，紅綠色，近似直立或斜上昇，幼嫩部分及花序被有白色柔毛。

### 葉
單葉，互生，卵形或橢圓狀卵形，長55公分，寬27公分，先端瑞尖、截尖至漸尖，膜質，葉基圓鈍或近心形至盾形，葉柄長5-18公分，葉緣全緣或微鈍齒波狀緣，葉片上表面常散生兩種毛，其一為細小的軟毛，另一為長而有刺的焮毛（stinging hairs），密度較下表面高，皮膚碰觸到焮毛會感刺痛；葉下表面光滑或被短毛；肋上表面平整，下表面隆起，側脈7-12對，羽狀顯著，托葉為闊三角形，長與寬均約1公分，內有草酸鈣及碳酸鈣沉澱。

### 花
單性花，雌雄同株，聚繖圓錐花序，花托紫色，有柔毛，腋生。雄花之雄蕊4-5枚，花被片4-5枚。雌花花被片4枚，子房綠色，花柱線形，淡紫色，被柔毛。花期為4-7月。

### 果
果實成熟時，花托肉質，白色，半透明，先端附有扁球形瘦果3-6顆，徑2-3公釐，花柱宿存。

## 分布
分布於臺灣本島低海拔山區、恆春、綠島，在菲律賓也可見到。

## 歷史出處
《綱目拾遺》據《臺灣府志》載：「咬人狗其木甚鬆，手掐之便長條迸起，可為火具。木高丈餘，葉長大似煙葉，有毛刺，刺人入毛孔甚癢，搔之發紅痛，一晝夜乃止。」

## 毒性

### 症狀
咬人狗全株幼嫩部分、葉面、葉背、花序軸、果柄上皆有焮毛，焮毛為一細胞向外突起的構造，頂端處膨大且細胞壁較薄，內含一珠狀腺體，若受外力擠壓會因膨壓將蟻酸注入動物體內，症狀為局部性皮膚搔癢及灼熱感，而後會散布至全身，恐引發身體四肢、頸部的自發敏感性皮膚炎。

### 治療方法
由植物引起之皮膚炎大多是使用全身或局部性之類固醇，或是以口服之抗組織胺治療。而民間療法為將焮毛先拔出，再使用姑婆芋之汁液塗抹於傷口處，其原理為利用姑婆芋植株內之生物鹼進行酸鹼中和(切勿內服，有毒)，達到減緩發炎症狀的效果。

## 藥用
《本草綱目拾遺-卷六木部》:「治痈肿定痛∶取树脑叶入酱板盐花，罨发背痈疽肿毒，痛甚者罨上即止痛，不问已未溃， 罨 至愈。」
其嫩枝葉及根可洗淨鮮用或曬干，外用，鮮搗適量敷於傷口上，可解毒散結，癰腫等。

## 同物異名
Dendrocnide meyeniana f. subglabra (Hayata) Chew (synonym)
Laportea batanensis C. B. Rob. (synonym)
Laportea gaudichaudiana Wedd. (synonym)
Laportea meyeniana (Walp.) Warb. (synonym)
Laportea mindanaensis Warb. (synonym)
Laportea pterostigma Wedd. (synonym)
Laportea pterostigma f. subglabra (Hayata) H. L. Li (synonym)
Laportea subglabra Hayata (synonym)
Urtica meyeniana Walp. (synonym)